# Memoriał Ireny Szewińskiej 2024
6. Memoriał Ireny Szewińskiej – międzynarodowy mityng lekkoatletyczny, rozegrany 20 czerwca 2024 na stadionie imienia Zdzisława Krzyszkowiaka w Bydgoszczy. Miting zaliczany jest do serii zawodów z cyklu World Athletics Continental Tour.

## Rezultaty
Źródło:.
| – rekord mityngu \| – rekord kraju \| – rekord życiowy \| – najlepszy wynik w sezonie |

### Mężczyźni
| Konkurencja:               | 1. miejsce      | Rezultat | 2. miejsce          | Rezultat | 3. miejsce           | Rezultat |
| Bieg na 800 m              | Andreas Kramer  | 1:44,08  | Mohamed Ali Gouaned | 1:44,37  | Abdellatif El-Guesse | 1:44,62  |
| Bieg na 1500 m             | Federico Riva   | 3:36,87  | Stefan Nillessen    | 3:37,03  | Ossama Meslek        | 3:37,37  |
| Bieg na 110 m przez płotki | Milan Trajkovic | 13,39    | Jakub Szymański     | 13,44    | Damian Czykier       | 13,45    |
| Bieg na 400 m przez płotki | Matheus Lima    | 48,31    | Thomas Barr         | 48,79    | Vit Muller           | 49,07    |
| Pchnięcie kulą             | Leonardo Fabbri | 22,38    | Rajindra Campbell   | 21,22    | Scott Lincoln        | 21,02    |
| Rzut młotem                | Paweł Fajdek    | 79,43    | Wojciech Nowicki    | 77,91    | Mykhaylo Kokhan      | 77,84    |
| Skok o tyczce              | Ernest Obiena   | 5,97     | Emmanouíl Karalis   | 5,92     | Piotr Lisek          | 5,75     |

### Kobiety
| Konkurencja:               | 1. miejsce        | Rezultat | 2. miejsce                       | Rezultat | 3. miejsce          | Rezultat |
| Bieg na 100 m              | Zoe Hobbas        | 11,17    | Delphine Nkansa                  | 11,39    | Masi Arianna De     | 11,47    |
| Bieg na 400 m              | Natalia Kaczmarek | 49,86    | Salwa Eid Naser                  | 50,32    | Andrea Miklos       | 50,99    |
| Bieg na 800 m              | Noélie Yarigo     | 2:00,11  | Sofia Ennaoui                    | 2:00,26  | Laura Muir          | 2:00,34  |
| Bieg na 1500 m             | Freweyni Hailu    | 3:58,59  | Linden Hall                      | 3:58,96  | Revee Walcott-Nolan | 4:00,43  |
| Bieg na 100 m przez płotki | Sarah Lavin       | 12,74    | Viktoria Forster Marika Majewska | 12,96    | brak                | brak     |
| Skok wzwyż                 | Paulina Borys     | 1,86 =   | Adrianna Sułek-Schubert          | 1,79     | Soffiia Popiiakowa  | 1,55 =   |